# Berezova Hat, Novhorod-Siverskîi
Berezova Hat (în ucraineană Березова Гать) este o comună în raionul Novhorod-Siverskîi, regiunea Cernihiv, Ucraina, formată numai din satul de reședință.

## Demografie
Componența lingvistică a comunei Berezova Hat
     Ucraineană (100%)
Conform recensământului din 2001, toată populația comunei Berezova Hat era vorbitoare de ucraineană (100%).